# Замелекесье
Замелекесье (тат. Мәләкәс аръягы) — строящийся жилой микрорайон в Комсомольском районе Набережных Челнов. В состав микрорайона «Замелекесье» войдут три комплекса (20, 21, 22-й) секционной застройки с общей площадью 780 тыс. м².

## История
Строительство микрорайона началось весной 2011 года. Первыми приступили к строительству домов 21 комплекса.

## Расположение

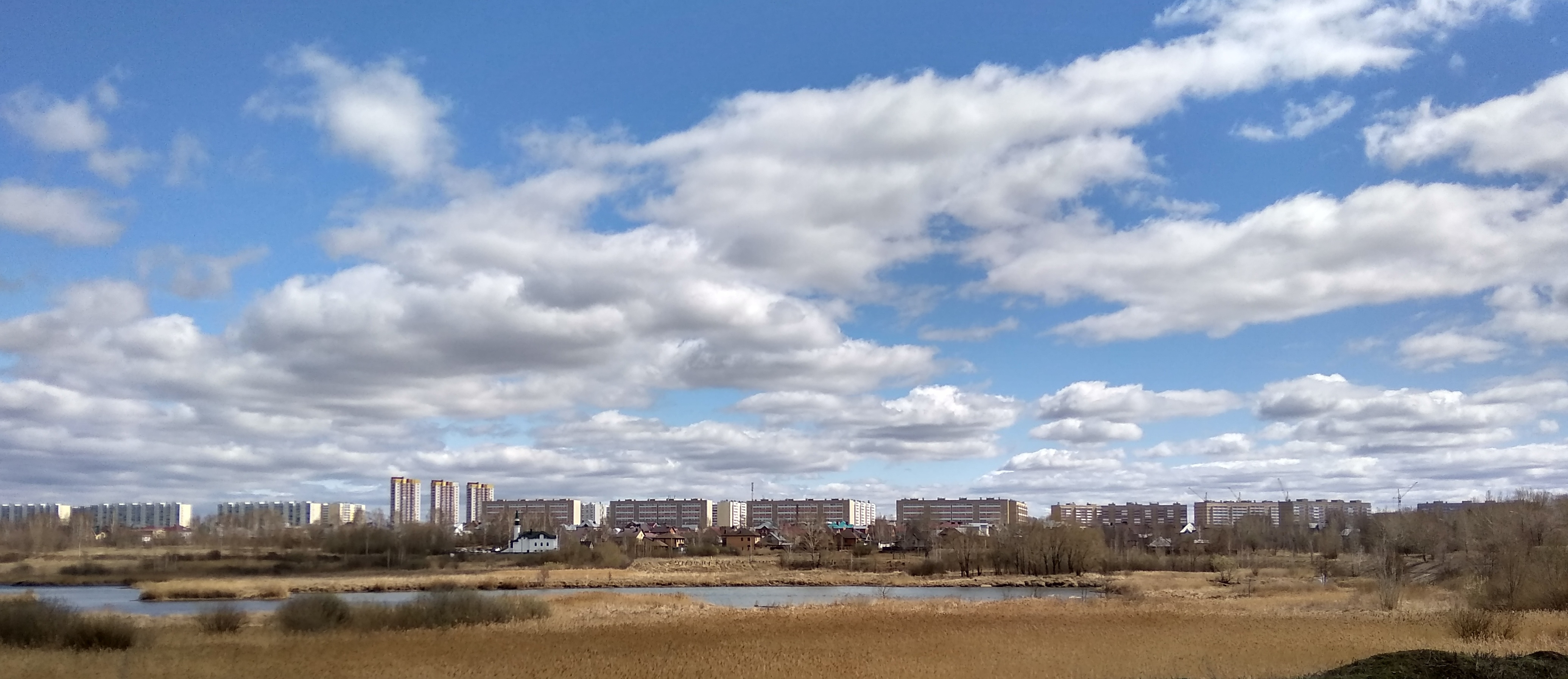
Общий вид на микрорайон «Замелекесье»

Микрорайон «Замелекесье» расположен на побережье реки Мелекески вблизи Старой части города Набережные Челны — между посёлком ГЭС и участком Федеральной трассы М-7. Общая площадь земельного участка составляет 22,3 га.

## Объекты

### Жилые дома

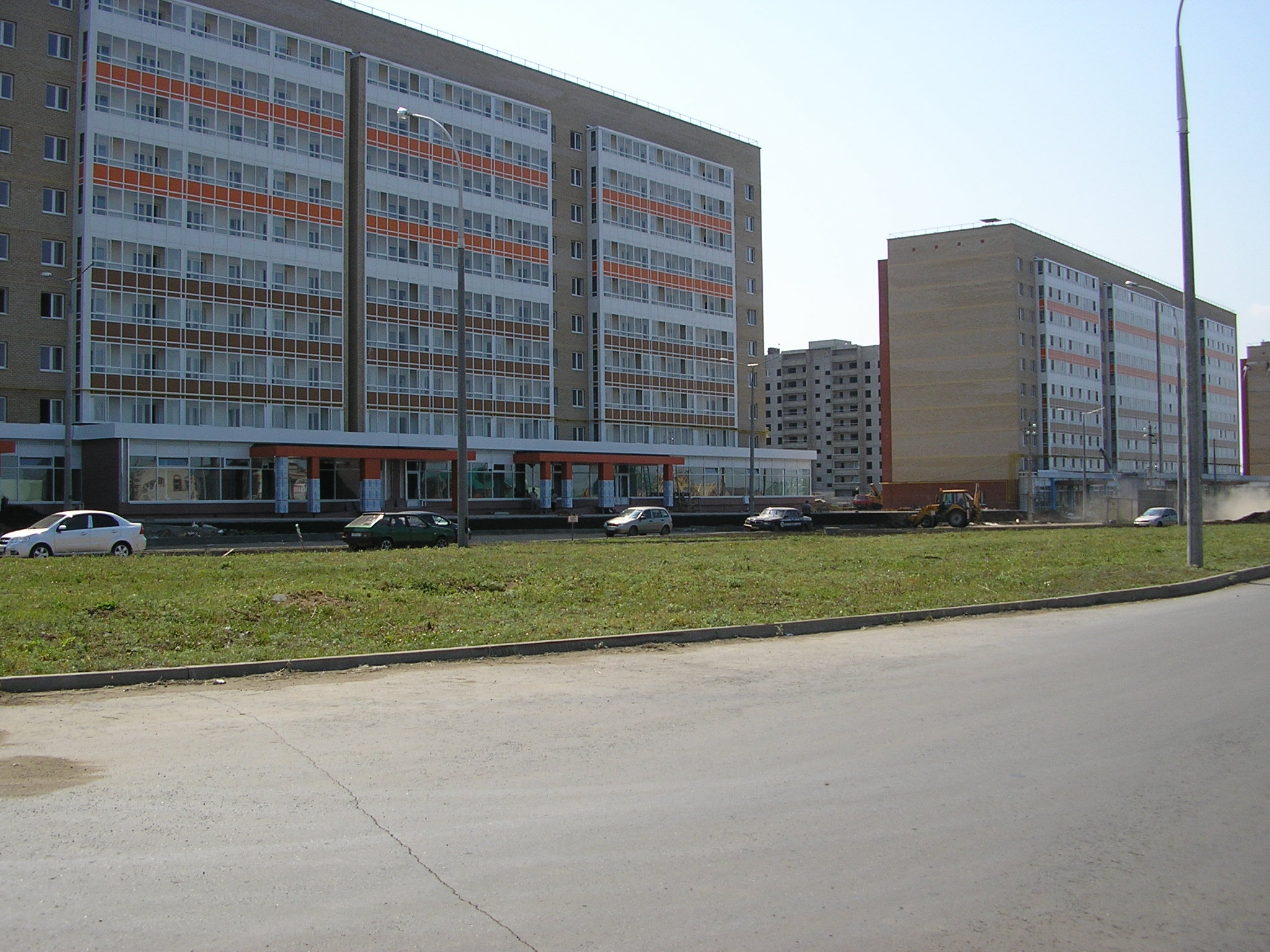
Первые жилые дома (август 2012 года)

В Микрорайоне ведётся проектирование и строительство 8 девяти- и десятиэтажных жилых домов общей площадью 82,5 тысячи квадратных метров — серии 141 (завод ЗЯБ) и серии 83 (ДСК). Первый дом сдан в октябре 2012 г. 21/27. По состоянию на 1 января 2016 года завершено строительство следующих домов:
21/18, 21/19, 21/20, 21/21, 21/22, 21/23, 21/24, 21/25, 21/27, 21/28, 21/32, 21/33, 21/34. В Замлекесье работают 2 детских сада: № 113 — Непоседы (21/17), № 107 — Салават купере (ул. Нур Баян, д. 19)

### Социальные и образовательные учреждения

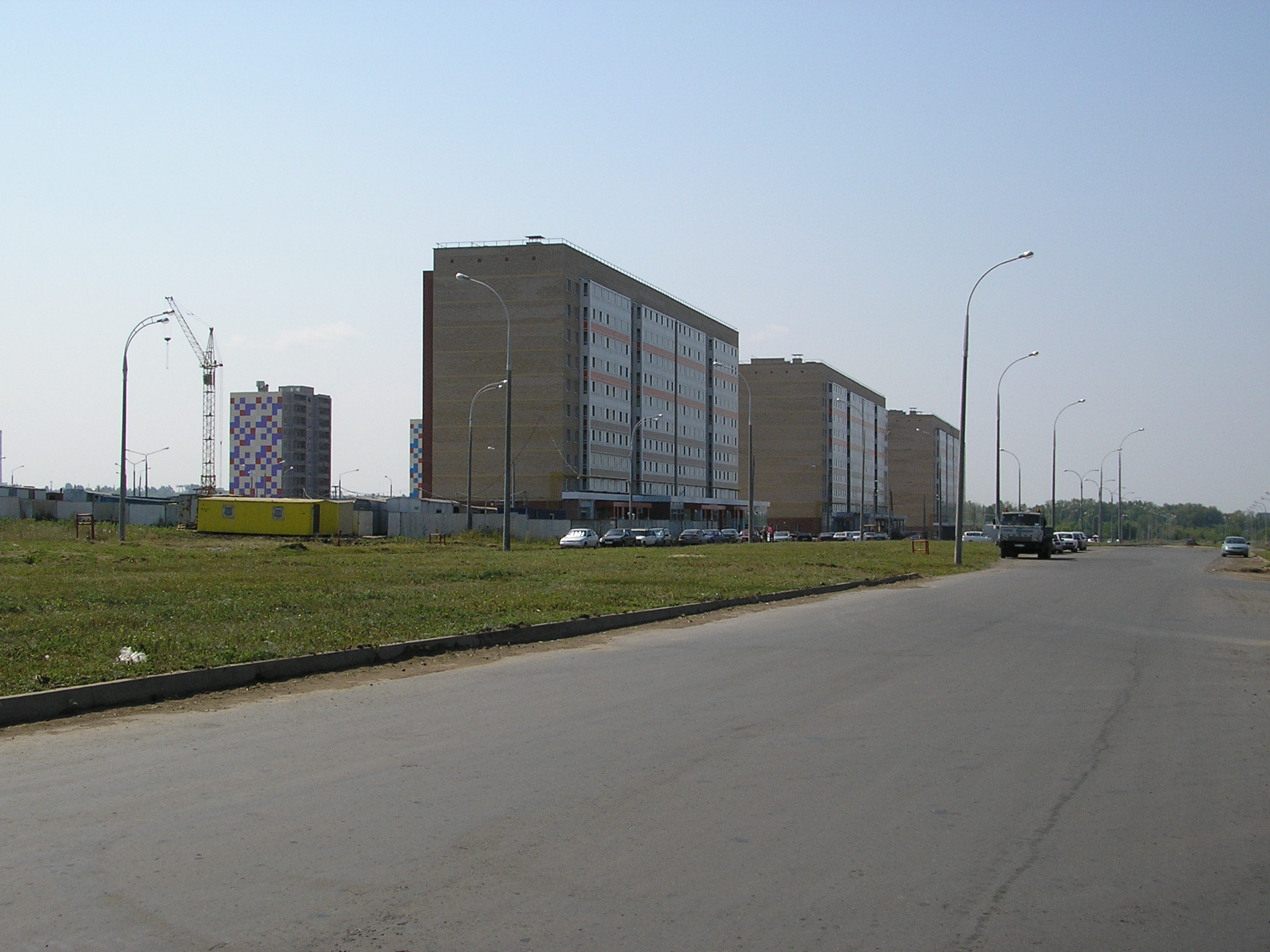
Первые жилые дома (август 2012 года)

Планами застройки микрорайона предусмотрено строительство пять детских садов на 280 мест каждый. Кроме этого, предполагается размещать на первых этажах врачебные кабинеты, опорные пункты полиции, отделения почты, банков.

## Инфраструктура
В 2012 году в микрорайоне было произведено строительство автомобильных дорог на сумму 154,5 млн рублей.
30 августа 2012 года был введён в эксплуатацию мост, через реку Мелекеску, соединивший напрямую жилые районы посёлка ГЭС с микрорайоном Замелекесье и позволивший обеспечить беспрерывный транспортный поток пассажирского и легкового автотранспорта в обе стороны. Протяжённость моста — 800 метров, ширина тротуара — 2 метра и проезжей части — 8 метров.

## Общественный транспорт
С 26 ноября 2012 года через микрорайон Замелекесье проходит городской автобусный маршрут № 6. Кроме этого, с декабря 2012 года для перевозки школьников, (только из малообеспеченных семей) проживающих в Замелекесье, выделен автобус, курсирующий до школ № 1, 12 посёлка ГЭС и школ № 4, 6 посёлка ЗЯБ. В 2015 году Начали ходить автобусы: 26,13. В 2016 продлили схему 12-го маршрута.